# Joaquín Piñeros Corpas
Joaquín Piñeros Corpas (Soacha 28 de mayo de 1915- Bogotá 31 de agosto de 1982) fue un abogado, filósofo, escritor, político, investigador, historiador, musicólogo y diplomático colombiano, miembro del Partido Liberal Colombiano.
Autor de varios dramas, novelas y ensayos culturales, y miembro de las Academias Colombiana de Historia y de la Lengua y de Historia de Cundinamarca, así como de los fundador del Patronato Colombiano de Ciencias y Artes.
Como diplomático fue consejero de la embajada de Colombia en Argentina y luego ministro plenipotenciario de Colombia ante la Santa Sede entre 1948 a 1952 y posteriormente se desempeñó como gobernador de Cundinamarca entre 1969 a 1970, se destacó por la creación del Instituto Técnico Universitario departamental, la actual Universidad de Cundinamarca y posteriormente la sede actual del Instituto Caro y Cuervo en Bogotá.
Por su trabajo recibió la Gran Cruz de la Orden de San Carlos.Su nombre está vinculado con instituciones culturales de Tabio y de Soacha a modo de homenaje.

## Biografía
Joaquín Piñeros Corpas nació en Soacha, Cundinamarca, el 28 de mayo de 1915, en el seno de una familia de clase media de la región. Se graduó como abogado de la Universidad Nacional de Colombia a principios de los años 30.
En 1936 ingresó a La Razón, como redactor cultural, y profesor de literatura del Colegio Camilo Torres, en Bogotá. En 1945 fue nombrado rector del colegio San Simón, en Ibagué, y en 1947 pasó a ser secretario general del Ministerio de Instrucción Pública, bajo el gobierno de Mariano Ospina Pérez.
Ospina lo envió como ministro consejero en la embajada de Colombia en Argentina, y luego pasó a la embajada en la Santa Sede, de 1948 a 1950, durante los gobiernos Ospina y Laureano Gómez, quien lo reemplazó por su hombre de confianza, Luis Ignacio Andrade.

### Gobernador de Cundinamarca (1969-1970)
El 5 de agosto de 1969, Piñeros fue nombrado gobernador de Cundinamarca por el presidente Carlos Lleras Restrepo.

## Familia
Joaquín Piñeros Corpas era el segundo hijo de Joaquín Piñeros Almonacid y de Dolores Corpas Villamizar, siendo sus hermanos Cecilia, Dolores, Antonio I, Inés, Antonio II, Alicia, Rafael, Ester, Jorge y Teresa Piñeros Corpas. 

### Matrimonio y descendencia
Joaquín se casó con María Cortés Alford, con quien tuvo a sus hijos Joaquín, María Cristina, Jimena y Francisco José Piñeros Cortés.
Su hija María Cristina se casó con el ingeniero Augusto Espinosa Silva, quien era una de las hijas del político Augusto Espinosa Valderrama, hermano a su vez del también político Abdón Espinosa Valderrama.

## Legado
En abril del 2023, sus descendientes, a través de la compañía de subastas Bogotá Auctions, subastó un conjunto de obras de inmenso valor artístico e histórico, adquiridas por Piñeros durante su estancia como ministro en Roma, tras el término de la Segunda Guerra Mundial, bajo contextos de la devaluación de la moneda italiana.

## Obras
- Síntesis del conflicto entre la ciudad y la Provincia de Colombia (1951)
- El Libro del Nuevo Reino,Visión de Colombia (1966)
- Brevario colombiano de la naturaleza (1967)
- Historia de la Bandera Colombiana (1967)
- Quirley (novela)
- Toche Bemol (1975)
- Fomagata (1979)
- Reflexiones sobre el estudio de la literatura colombiana
- Vida de Cristo

Póstumos
- Pasos con el Pueblo (1983)
- Torbellino (1997)